# هور آقكل

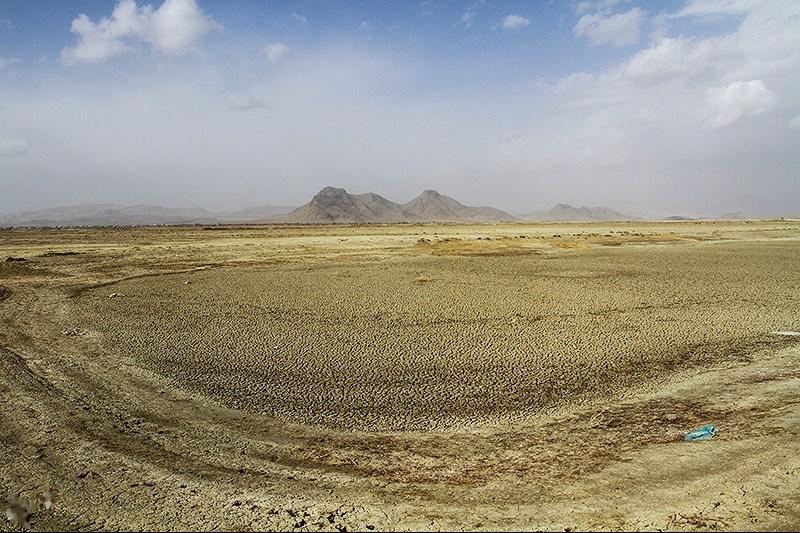
أرض آقكل الرطبة

تعتبر أرض آقكل الرطبة في مدينة ملاير من الأراضي الرطبة الطبيعية ومن أكبر الأراضي الرطبة الطبيعية الموسمية في محافظة همدان  والتي تقع على حدود محافظتي الوسطى وهمدان.
وتقع هذه الأرض الرطبة على بعد 25 كم في الشمال الشرقي من مدينة ملاير، وعلى بعد كيلومتر واحد في الجنوب الشرقي من مدينة إسلامشهر آق كل في ضواحي مدينة ملاير. خنداب بالقرب من قرية قاسم آباد.
كما تقع هذه الأرض الرطبة على بعد 25 كم شمال غرب مدينة خنداب بالقرب من قرية قاسم آباد.
وتم تسجيل أرض آقكل في مدينة ملاير في قائمة المعالم الوطنية في إيران وهي من المناطق المحظور الصيد فيها.